# Eleccions prefecturals de Tòquio de 1943
Les eleccions prefecturals de Tòquio de 1943 (1943年東京都議会議員選挙, 1943-nen Tōkyō-to Gikai Giin Senkyo) se celebraren el 13 de setembre de 1943 per tal d'elegir als 100 membres de l'Assemblea Metropolitana de Tòquio. Aquestes van ser les primeres eleccions de la recentment creada Assemblea Metropolitana després de la fusió entre la prefectura de Tòquio i la ciutat de Tòquio. La campanya i les eleccions es desenvoluparen en un clima bèlic propiciat per la Segona Guerra Mundial.
Després de la fusió de les dues entitats i la creació de la nova Tòquio l'1 de juliol de 1943, ràpidament es convocaren eleccions per a la cambra legislativa de la nova metròpolis. Els escons assignats a la nova assemblea metropolitana foren 100, una considerable disminució en relació als escons de les antigues cambres municipal i prefectural sumades. A més d'això, les circumstàncies de la guerra van impedir el desenvolupament òptim de la campanya electoral, fent que la majoria dels diputats electes ja ho foren i només 11 diputats foren nous electes.
La campanya electoral s'inicià el 24 d'agost i hi hagué un nombre de 303 candidats a la elecció, repartits entre 41 circumscripacions electorals. La participació durant la jornada electoral fou d'un 74,7 percent. Al districte de Nishi-Tama no se celebraren elección degut a que no es presentà més d'un candidat, que resultà automàticament elegit.

## Resultats
Degut a la situació bèlica i política del Japó durant aquestes eleccions, els candidats només podien formar part de l'Associació de Suport al Règim Imperial (Taisei Yokusankai), coneguts aleshores com a "recomanats", o presentar-se com a candidat independents. Els membres electes per grup ("recomanats" o no) no es coneixen.